# Podróż apostolska Franciszka na Sri Lankę i Filipiny

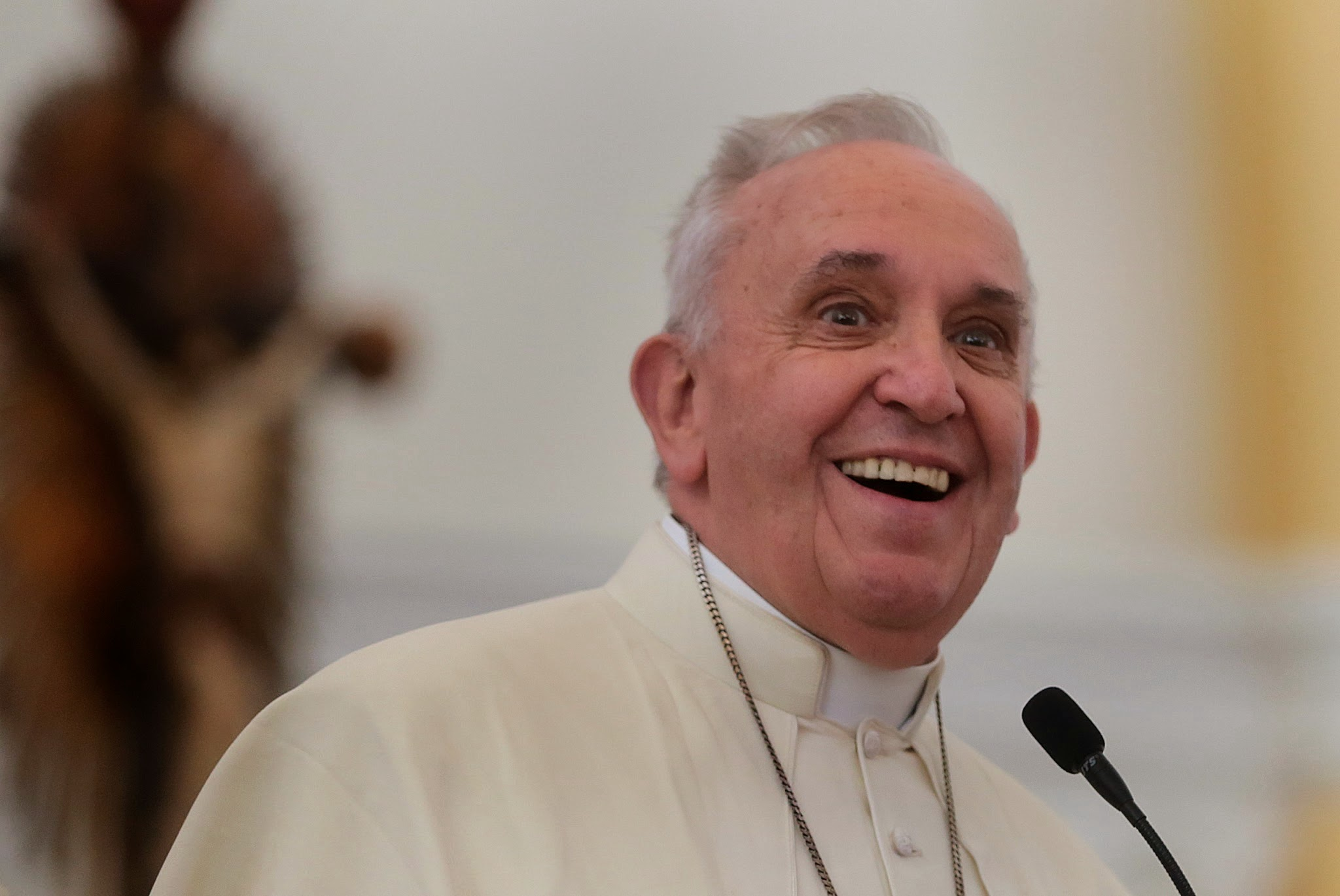
Papież Franciszek w Palo

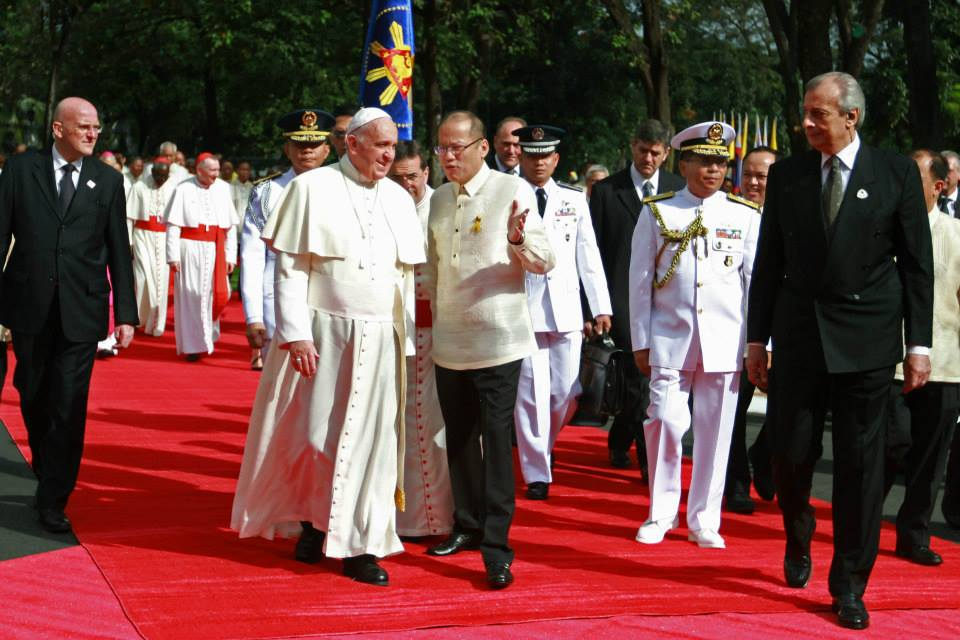
Papież Franciszek i prezydent Filipin Benigno Aquino III

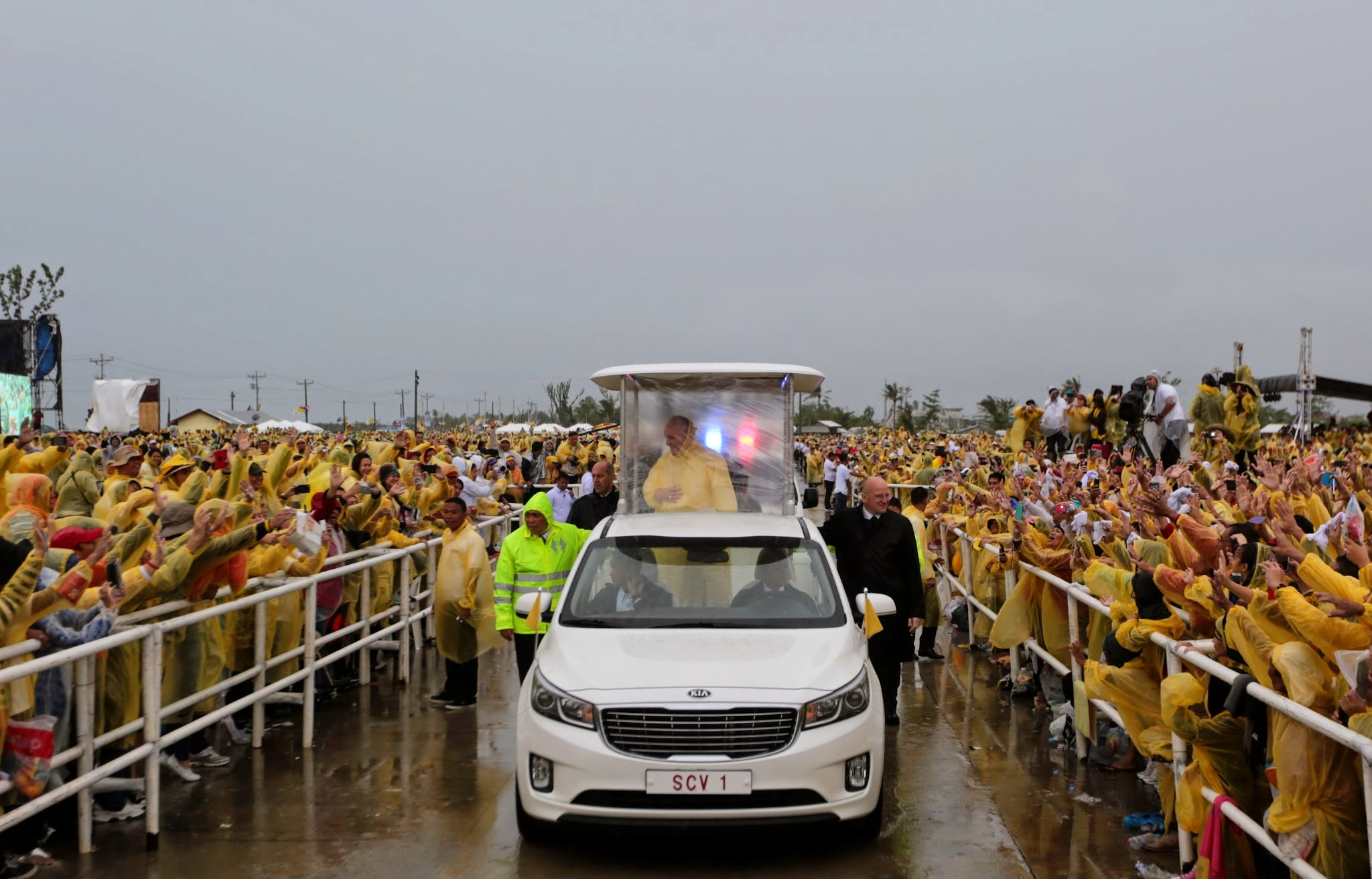
Msza w deszczu w Tacloban

Podróż apostolska papieża Franciszka na Sri Lankę i  Filipiny odbyła się w dniach od 12 do 19 stycznia 2015 roku. Wizyta obejmowała trzy miasta Sri Lanki: Kolombo, Madhu, Bolawalana i trzy miasta Filipin: Manilę, Tacloban, Palo.
Informację o podróży podał papież Franciszek podczas wywiadu dla dziennikarzy po wizycie w Ziemi Świętej. Służby prasowe Stolicy Apostolskiej 29 lipca 2014 oficjalnie potwierdziły, że papież będzie w Sri Lance od 12 do 15 stycznia 2015, następnie na Filipinach od 15 do 19 stycznia. Program pielgrzymki został zatwierdzony 14 listopada 2014.

## Program wizyty
12 stycznia
- 19:00 – wylot z rzymskiego lotniska Fiumicino do Kolombo, stolicy Sri Lanki.

13 stycznia
- 9:00 – przylot na lotnisko w Kolombo. Ceremonia powitania.
- 17:15 – spotkanie z prezydentem Sri Lanki w Pałacu Prezydenckim.
- 18:15 – spotkanie międzyreligijne w Colombo Memorial International Conference Hall.

14 stycznia
- 8:30 – msza z kanonizacją Józefa Vaza.
- 14:00 – odlot helikopterem do Madhu.
- 15:30 – modlitwa w Sanktuarium Matki Bożej Różańcowej w Madhu.
- 16:45 – powrót helikopterem do Kolombo. Spotkanie z byłym prezydentem Sri Lanki Mahindą Rajapaksą. Franciszek odwiedził też jedną z buddyjskich świątyń – Mahabodhi Viharaya, został przyjęty przez jej przełożonego Banagalę.  Spotkanie papieża z episkopatem Sri Lanki w siedzibie arcybiskupa Kolombo.

15 stycznia
- 8:15 – wizyta w Kaplicy Matki Bożej w Bolawalana.
- 8:45 – ceremonia pożegnalna na lotnisku w Kolombo.
- 9:00 – wylot samolotem z Kolombo do Manili.
- 17:45 – przylot do Manili.

16 stycznia
- 9:15 – ceremonia powitania w Pałacu Prezydenckim w Manili. Spotkanie z prezydentem Manili.
- 10:15 – spotkanie z władzami i korpusem dyplomatycznym w Pałacu Prezydenckim.
- 11:15 – msza w katedrze Niepokalanego Poczęcia w Manili. Papież złożył nieprzewidzianą wizytę w ośrodku dla „dzieci ulicy”, prowadzonym przez fundację ANAK-Tnk.
- 17:30 – spotkanie z rodzinami w Mall of Asia Arena.

17 stycznia
- 7:30 – wylot samolotem z Manili do Tacloban.
- 8:45 – przylot na lotnisko w Tacloban.
- 9:15 – msza na lotnisku w Tacloban w ulewnym deszczu z udziałem około 500 tys. wiernych. Po niej papież modlił się w katedrze pw. Przemienienia Pańskiego w Palo (błogosławieństwo dla wiernych). W drodze na lotnisko papież odwiedził biedną rodzinę rybacką (spotkanie trwało 10 minut)
- 13:05 – wylot samolotu do Manili.
- 14:20 – przylot do bazy wojskowej Villamor Air w Manili.

18 stycznia
- 9:45 – krótkie spotkanie z przywódcami religijnymi Filipin na Uniwersytecie św. Tomasza w Manili.
- 10:00 – spotkanie z młodzieżą na stadionie uniwersyteckim.
- 15:00 – msza w parku Rizal (wzięło w niej udział od 6 do 7 milionów ludzi). Według rzecznika Watykanu księdza Federico Lombardiego było to największe pod względem liczby uczestników wydarzenie w historii papiestwa).

19 stycznia
- 9:45 – ceremonia pożegnalna w sali prezydenckiej w bazie wojskowej obok lotniska w Manili.
- 10:00 – odlot do Rzymu.
- 17:40 – przylot na lotnisko Ciampino.